# Agrochola pulvis
Agrochola pulvis là một loài bướm đêm trong họ Noctuidae.